# Stan & Ollie

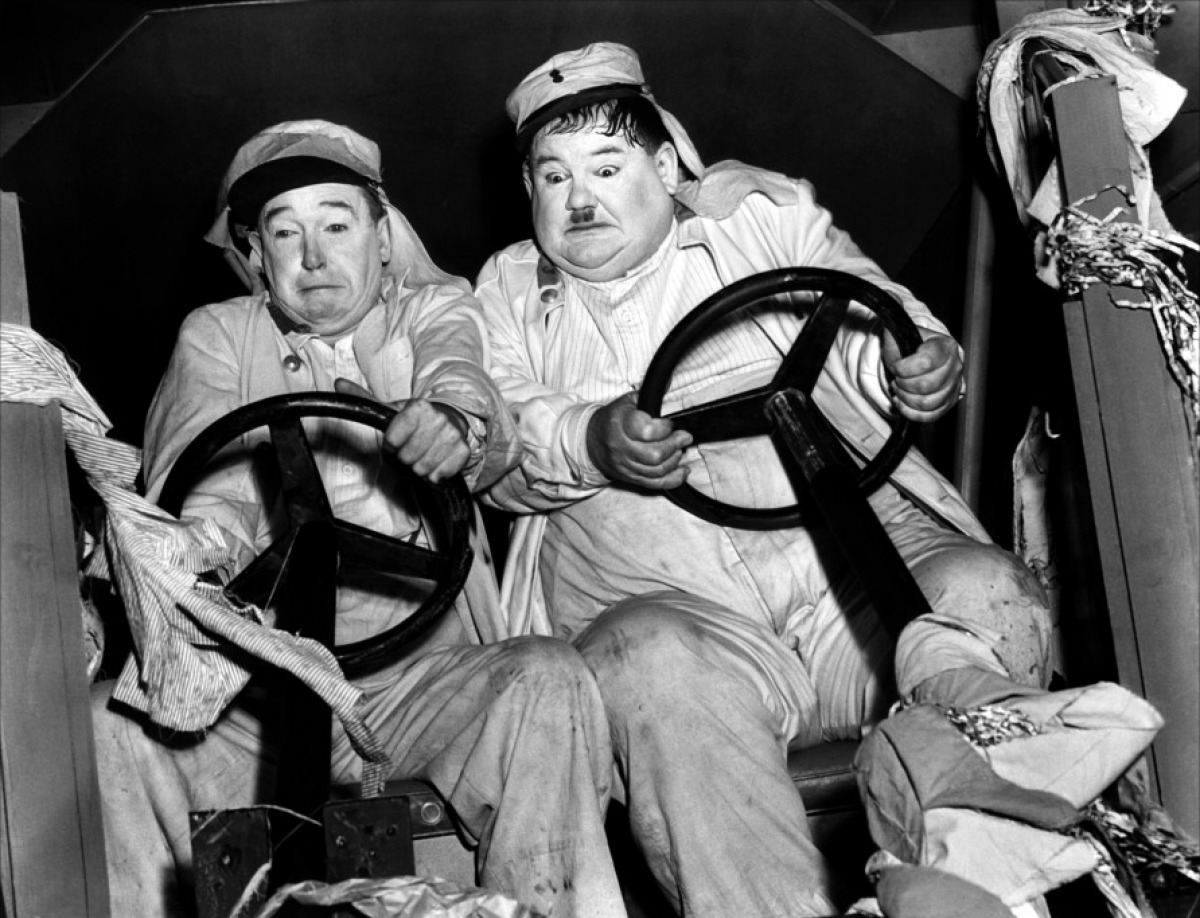
Uma cena do filme

Stan & Ollie (pt: Bucha & Estica) é um filme biográfico, comédia e drama do Reino Unido, Estados Unidos e Canadá de 2018, dirigido por Jon S. Baird, com roteiro de Jeff Pope. Basedo nas vidas da dupla de comédia Laurel & Hardy (O Gordo e o Magro no Brasil — Bucha & Estica em Portugal), o filme é estrelado por Steve Coogan e John C. Reilly como Stan Laurel e Oliver Hardy.

## Sinopse
Conta a história real de uma das maiores duplas de comediantes de todos os tempos, Laurel & Hardy. Os dois embarcaram em uma longa jornada em sua turnê pela Grã-Breatanha, em 1953, buscando colocar suas carreiras novamente nos holofotes, mesmo com o mundo ainda abalado pelos efeitos da Segunda Guerra Mundial.

## Elenco
- Steve Coogan como Stan Laurel
- John C. Reilly como Oliver Hardy
- Shirley Henderson como Lucille Hardy
- Danny Huston como Hal Roach
- Nina Arianda como como Ida Kitaeva Laurel
- Rufus Jones como Bernard Delfont
- Susy Kane como Cynthia Clark

## Produção

### Desenvolvimento
Steve Coogan e John C. Reilly foram anunciados para tocar a dupla em janeiro de 2018 em um filme biográfico a ser dirigido por Jon S. Baird. O filme foi escrito por Jeff Pope, que já havia colaborado com Coogan no roteiro de Philomena, indicado ao Oscar. Pope descreveu a dupla de comédia como sendo seus "heriós".

## Filmagem
A principal fotografia do Reino Unido começou na primavera de 2017. Ela aconteceu em Dudley, nas West Midlands da Inglaterra, bem como Birmingham no The Old Rep theater, no West London Film Studios e em Bristol no Sudoeste da Inglaterra.

## Lançamento
Embora Entertainment One Films asuma a distribuição no Reino Unido, Canadá, Austrália, Nova Zelândia, Espanha e Benelux, a Sony Pictures Classics recebeu o direito de distribuir o filme nos Estados Unidos, América Latina, Europa Oriental, China e Áfica do Sul.

## Recepção
Após a estreia de Stan & Ollie outubro de 2018 no BFI London Film Festival, o filme recebeu críticas positivas dos críticas positivas dos críticos, No agregador de revisão Rotten Tomatoes, ele detém um classificação de aprovação de 90% com base em 20 comentários, com uma classificação média de 7,3/10.
O filme foi indicado para sete prêmios British Independent Film Awards, incluindo Steve Coogan como melhor ator principal e Nina Arianda como melhor atriz coadjuvante.